# Verenigingsgebouw Stork
Het Vereenigingsgebouw Stork, ook bekend als De Vereeniging, in de Nederlandse stad Hengelo, werd eind 19e eeuw gebouwd ten behoeve van de werknemers van de machinefabriek Stork.

## Geschiedenis
De uit Oldenzaal afkomstige Charles Theodorus Stork (1822-1895) was als 13-jarige al actief als textielfabrikant. Hij stond ook aan de wieg van Gebr. Stork & Co. in Borne, dat machines leverde voor de textielfabrieken. In 1868 werd het machinebedrijf naar Hengelo verhuisd. Door C.T. Stork en zijn opvolgers werden diverse initiatieven genomen ten behoeve van hun arbeiders. Zij gaven onder meer de aanzet voor de aanleg van het tuindorp 't Lansink en de bouw van de Wilhelminaschool in Hengelo.
Ter gelegenheid van het zilveren jubileum van de Hengelose fabriek in 1893, werd aan de arbeiders een verenigingsgebouw aangeboden dat onderdak moest bieden aan onder meer een tekenschool, eetzaal, kookschool, bewaarschool, bibliotheek, café met biljart en vergaderruimtes. De tekenzaal en eetzaal konden worden omgebouwd tot toneelzaal. Het eclectisch gebouw, met elementen uit de Hollandse neorenaissance en de chaletstijl werd ontworpen door de architect C.B. Posthumus Meyjes sr.
Het gebouw werd opgericht aan een plein achter het Station Hengelo, in de nabijheid van het fabriekscomplex. Dirk Willem Stork (1855-1928) sprak een feestrede uit bij de ingebruikname op 27 januari 1895 en de Hengelose Orkestvereniging, onder leiding van Ernst Wettig-Weissenborn, verleende muzikale medewerking. Onder meer de nog bestaande muziekvereniging Armonia had haar thuisbasis in het verenigingsgebouw.
In 1938 werd het gebouw verbouwd en uitgebreid. In de jaren 80 werd er een restaurant en congrescentrum gevestigd. In 2016 werd een intentieovereenkomst getekend voor een nieuwe bestemming.

## Beschrijving
Het verenigingsgebouw heeft een samengestelde plattegrond en is opgetrokken in rode baksteen met zandstenen speklagen, onder een zadeldak met Hollandse dakpannen. Het hoofddeel heeft twee bouwlagen, links en rechts zijn lagere aanbouwen geplaatst.
De voorgevel heeft een symmetrische uitstraling, met risalerende middenpartij onder een steekkap. Aan weerszijden zijn houten balkons geplaatst, die steunen op zuilen. Achter de balkons staan twee torens, die elk zijn voorzien van hoeklisenen en rondboogvensters onder het boogfries in de zijgevels. Op het dak is een aantal dakkapellen geplaatst. De top van de torens wordt bekroond door een smeedijzeren versiering.

## Afbeeldingen

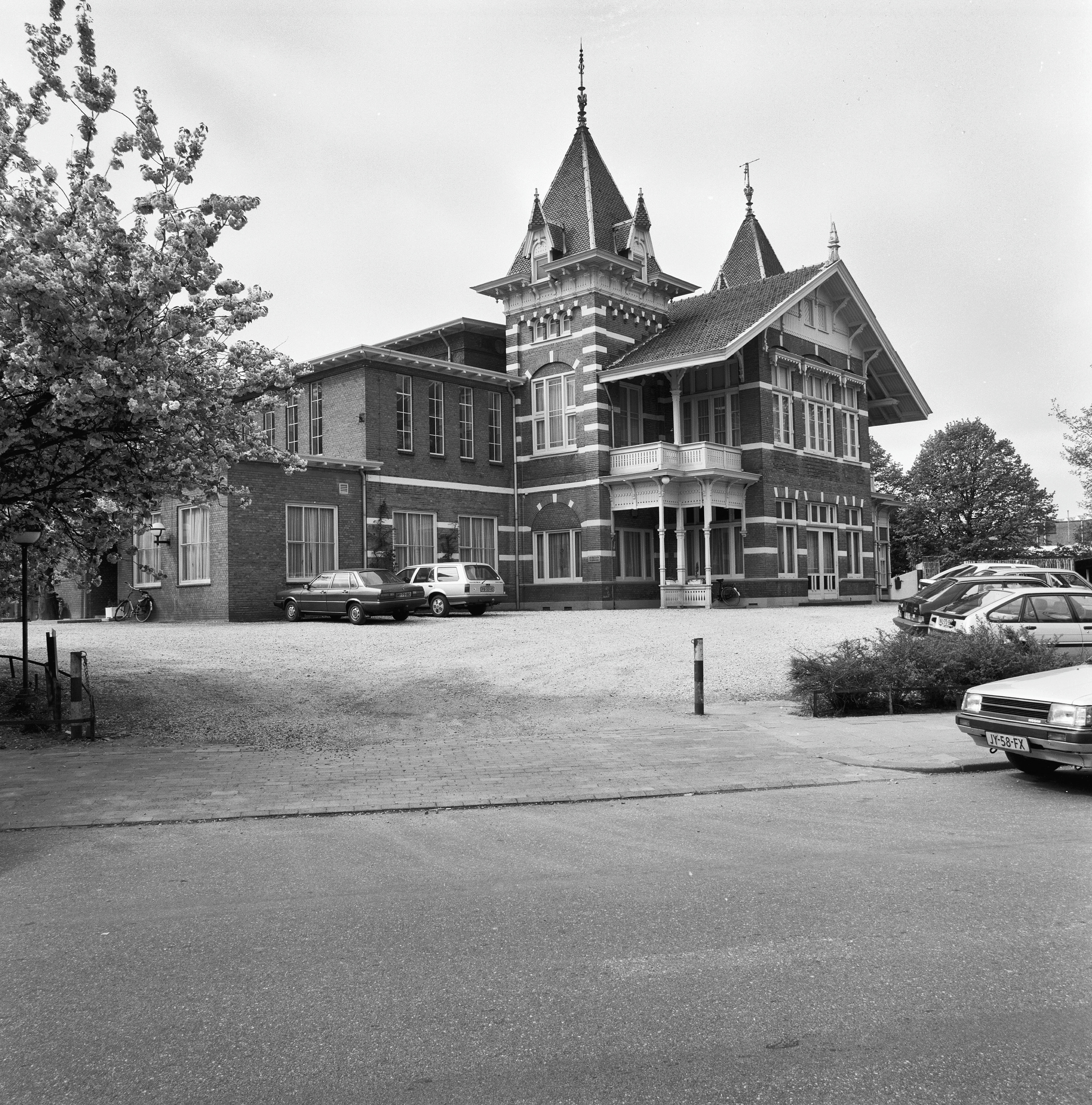
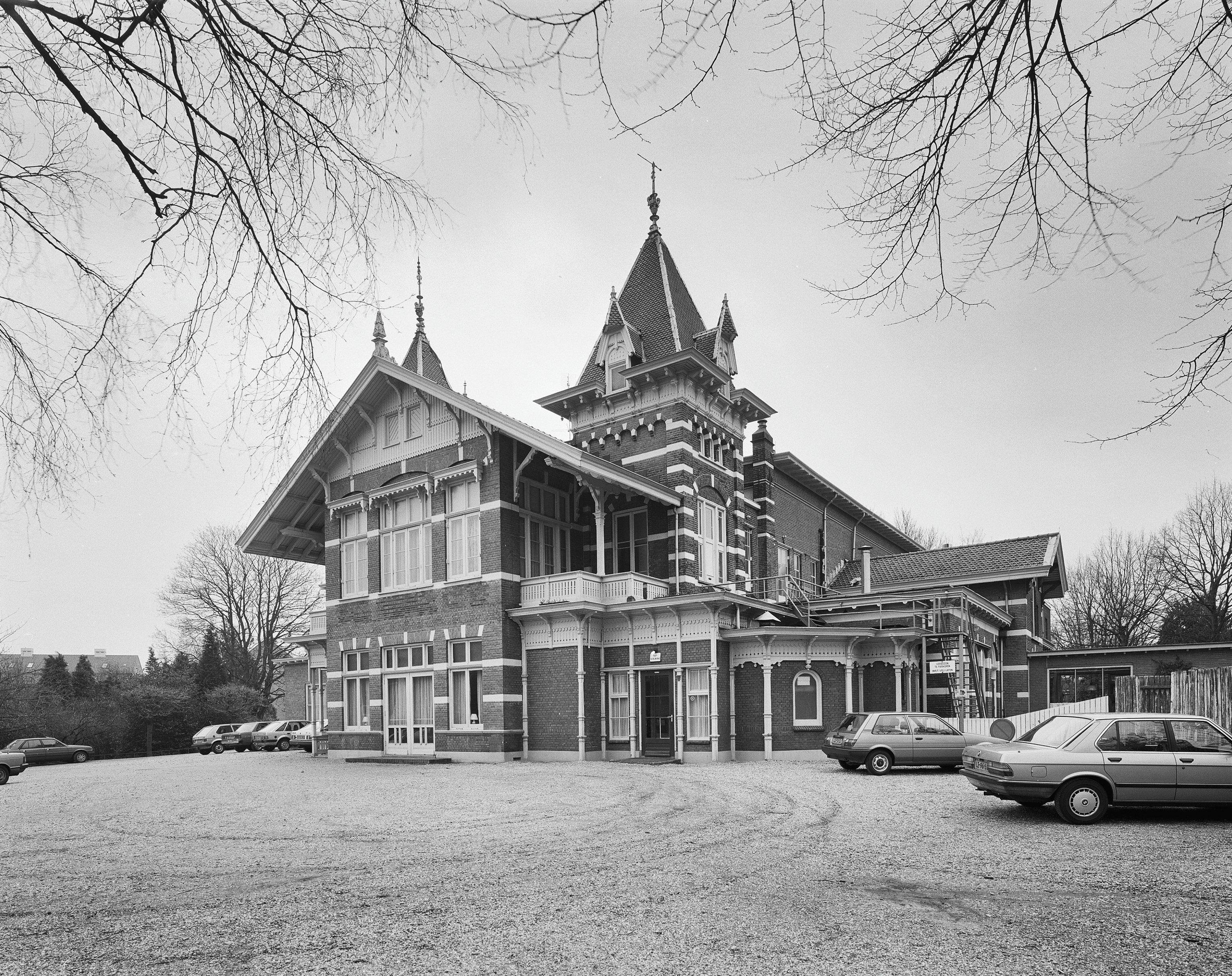
Rechter zijgevel
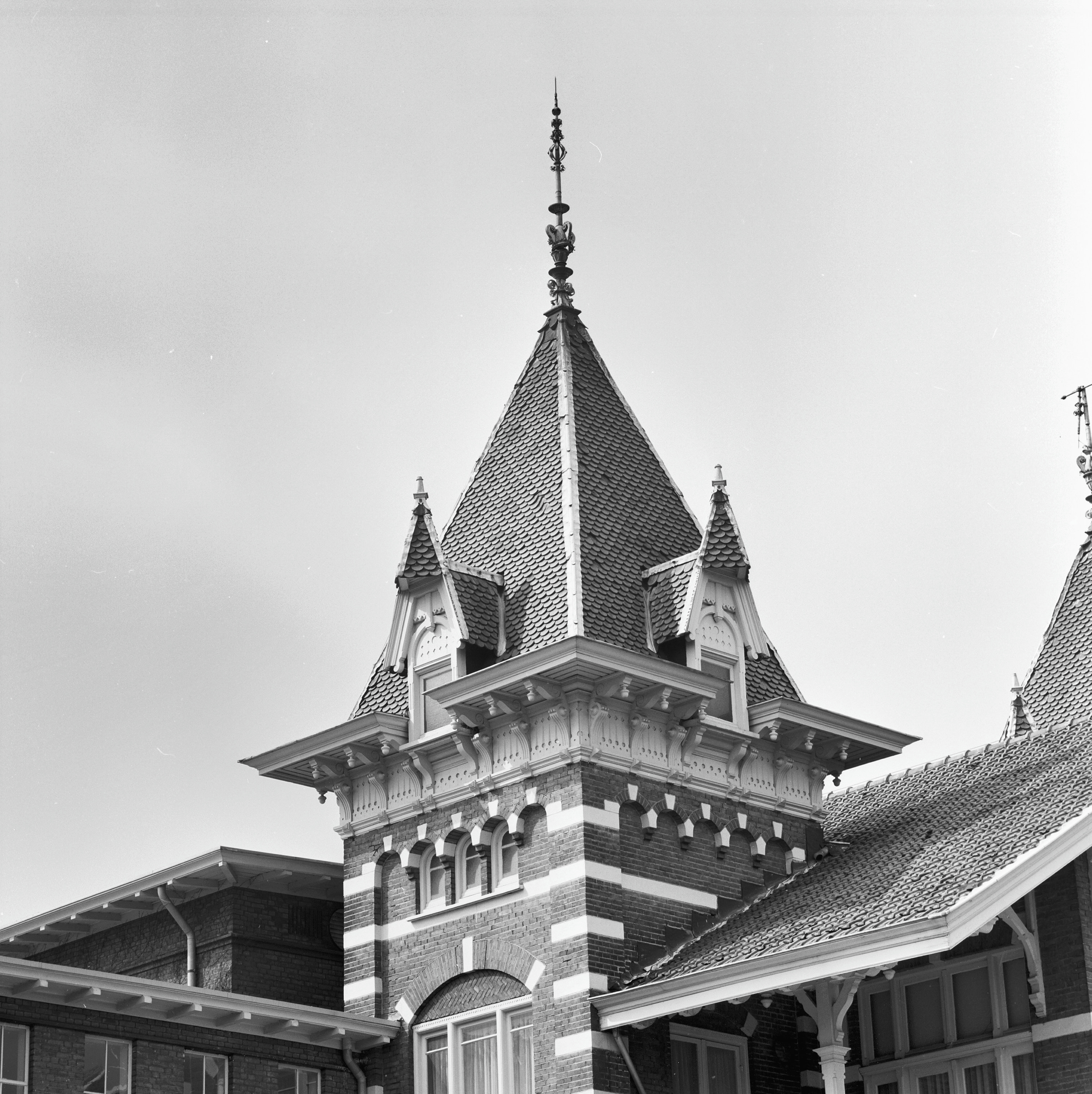
Detail torentje

## Waardering
Het verenigingsgebouw werd in 1999 als rijksmonument in het Monumentenregister ingeschreven, vanwege het cultuur-, architectuurhistorisch en stedenbouwkundig belang. Onder meer vanwege "de functie als verenigingsgebouw bij een fabriekscomplex" en "de betekenis van fabrikant Stork voor de sociaal-economische geschiedenis van Hengelo".